# Taksiarze z Waszyngtonu
Taksiarze z Waszyngtonu – amerykańska komedia sensacyjna z 1983 roku.

## Główne role
- Max Gail − Harold
- Adam Baldwin − Albert Hockenberry
- Mr. T − Samson
- Charlie Barnett − Tyrone
- Gary Busey − Dell
- Gloria Gifford − Pani Floyd
- Marsha Warfield − Ophelia
- Bill Maher − Bob
- Otis Day − Bongo
- Paul Rodriguez − Xavier
- Whitman Mayo − Pan Rhythm
- Peter Paul − Buddy
- David Paul − Buzzy
- Irene Cara − Irene Cara
- Diana Bellamy − Maudie

## Opis fabuły
W biednej amerykańskiej dzielnicy Harold prowadzi firmę taksówkarską. Do miasta przybywa Albert, który chciałby rozwinąć firmę. Musi pozytywnie do tego nastawić pracowników firmy. Wkrótce Albert zostaje porwany.